# José Hernández (astronauta)
José Moreno Hernández (French Camp, 7 de agosto de 1962) é um astronauta norte-americano.
Descendente de mexicanos que se estabeleceram na Califórnia, na infância ele trabalhou com sua família pelos campos do estado como agricultores, e só aprendeu inglês aos doze anos de idade.
Formou-se em engenharia elétrica em 1984 e trabalhou de 1987 a 2001 no Laboratório Nacional Lawrence Livermore, na Califórnia. Em 2001, ele passou a integrar o quadro de engenheiros do Centro Espacial Lyndon B. Johnson, em Houston.
Selecionado para o curso de astronautas em 2004, Hernandez se qualificou como especialista de missão em fevereiro de 2006.
Subiu ao espaço em 29 de agosto de 2009 como engenheiro de voo da STS-128 Discovery, que fez experiências no Módulo de Logística Multifuncional Leonardo acoplado à Estação Espacial Internacional e de onde se tornou o primeiro astronauta a comunicar-se com a Terra por twitter ao vivo, junto com a companheira de missão Nicole Stott.